# 아카사키 치나츠
아카사키 치나츠(일본어: 赤﨑 千夏 あかさき ちなつ[*], 1987년 8월 10일 ~ )는 가고시마현 출신인 일본의 여성 성우이다. 81프로듀스 소속.